# Kari Heikkilä
Kari Heikkilä, född 10 januari 1960 i Kangasala, är en svensk före detta professionell ishockeyspelare (back).